# César R. Caccia
César Rogelio Caccia (Buenos Aires, 17 de marzo de 1900-Buenos Aires, 1952) fue un militar argentino, perteneciente al Ejército Argentino, que alcanzó el grado de General de Brigada. Participó de la Revolución del 43, siendo Teniente Coronel y, tras pedir su retiro, fue designado como Intendente de la Ciudad de Buenos Aires en 1944 cargo que ocupó hasta 1946.

## Biografía
Caccia egresó del Colegio Militar de la Nación en 1919 como oficial de artillería. Tras el triunfo de la Revolución del 43, siendo Teniente Coronel, fue nombrado Secretario de la Intendencia de Buenos Aires en 1943 siendo intendente Basilio Pertiné.
Ya había pedido su retiro del Ejército cuando fue nombrado Intendente de Buenos Aires para reemplazar al mismísimo Pertiné. Caccia, al igual que Pertiné, se encontraba ligado a sectores nacionalistas católicos. Su gestión fue caracterizada como una continuación de la obra emprendida por aquél. La arquitectura de los edificios públicos fue encargada, de ese modo, a la Corporación de Arquitectos Católicos.
Durante la gestión de Caccia se adquirió la obra «Heracles arquero» del escultor francés Antoine Bourdelle, para su instalación en el espacio público.
En 1951 fue reincorporado y ascendido a General de Brigada. Falleció al año siguiente en la ciudad de Buenos Aires.